# 尼古拉·恰齐奇
尼古拉·恰齐奇（發音：[nǐkola t͡ɕât͡ɕit͡ɕ]; 1990年12月7日—） ，塞尔维亚男子网球运动员，目前专攻双打。
恰齐奇目前有3个ATP巡回赛双打冠军，在ATP挑战赛有5个双打冠军。

## 职业生涯
恰齐奇转入职业赛场主要参加ITF男子巡回赛和ATP挑战赛的单打和双打比赛。起初他参加过在塞尔维亚和克罗地亚举办的ATP巡回赛双打赛事，但都在首轮输球。2014年夏天，在成功参加了一系列红土挑战赛后，他的世界排名进入了前300名，并取得了他职业生涯最高的ATP单打排名第281位。
恰齐奇在2015赛季因伤没有参加任何比赛，这导致他的世界单打和双打排名都下降了。
他在2016年克罗地亚乌马格公开赛的第一轮比赛中击败了当时排名第69位的阿尔亚·贝德尼，取得了他在ATP巡回赛级别的第一场胜利。
2019年夏天他在奇姆肯特挑战赛上和杨宗桦搭档收获了首个挑战赛双打冠军，随后在2019年成都网球公开赛上和同胞杜尚·拉约维奇获得了首个ATP巡回赛双打冠军。
2020年1月，他作为塞尔维亚队的一员在决赛中击败了西班牙，赢得了2020年ATP杯。2月，他在法国南部公开赛上与马特·帕维奇搭档，赢得了他的第二个ATP巡回赛冠军。
2021年，他与托米斯拉夫·布尔基奇合作，在阿根廷公开赛上赢得了双打冠军，这只是他们首次搭档的第二格巡回赛。之后，他们进入了安达卢西亚公开赛的决赛和塞尔维亚网球公开赛的半决赛。在取得这些优异成绩后，他在2021年4月26日以职业生涯最高的ATP双打排名第48位进入双打前50名。
这对组合还进入了2021年法国网球公开赛的四分之一决赛，取得了他们大满贯职业生涯的最佳表现。2021年11月8日，恰齐奇在双打比赛中达到了世界排名第35位的职业生涯新高。
在2022年马德里公开赛上，他与布尔基奇进入四分之一决赛。在2023年澳大利亚网球公开赛上进入了第三轮。在2023年埃斯托里尔公开赛上进入双打决赛。

## 职业生涯表现
指引：
| W | F | SF | QF | #R | RR | LQ (Q#) | A | P | Z# | PO | SF-B | F-S | G | NMS | NH | NQ |

W：冠軍；F：亞軍；SF：四強；QF：八強；#R：前四輪；RR：小組賽；LQ：止步資格賽；A：缺席；P：比赛延期；Z#：戴维斯杯/联合会杯组别赛（#表示级别）；PO：參與戴維斯盃/联合会杯附加赛；SF-B：奧運會銅牌；F-S：奧運會銀牌；G：奧運會金牌；NMS：非ATP1000大師賽系列；NH：該賽事本年度未舉行；NQ：未入圍。

## ATP巡回赛决赛

### 单打: 7 (3-4)
| 图例                |
| ------------------- |
| 网球大满贯 (0–0)    |
| ATP总决赛 (0–0)     |
| ATP1000大师赛 (0–0) |
| ATP500巡回赛 (0–0)  |
| ATP250巡回赛 (3–4)  |

| 按场地类型 |
| 硬地 (2–1) |
| 泥地 (1–3) |
| 草地 (0–0) |
| 地毯 (0–0) |

| 按环境类型 |
| ---------- |
| 室外 (1–1) |
| 室内 (2–3) |

| 结果 | 胜-负 | 日期       | 巡回赛                         | 级别   | 场地     | 搭档                  | 对手                                      | 比分                   |
| ---- | ----- | ---------- | ------------------------------ | ------ | -------- | --------------------- | ----------------------------------------- | ---------------------- |
| 胜   | 1–0   | 2019年9月  | 成都网球公开赛, 中国           | ATP250 | 硬地     | 杜尚·拉约维奇         | 乔纳森·埃利希 法布里斯·马丁               | 7–6(11–9), 3–6, [10–3] |
| 胜   | 2–0   | 2020年2月  | 法国南部公开赛, 法国           | ATP250 | 室内硬地 | 马特·帕维奇           | 阿萨姆-乌尔-哈克·奎雷西 多米尼克·英格洛特 | 6–4, 6–7(4–7), [10–4]  |
| 胜   | 3–0   | 2021年3月  | 阿根廷公开赛, 阿根廷           | ATP250 | 泥地     | 托米斯拉夫·布尔基奇   | 阿列尔·贝阿尔 贡萨洛·埃斯科瓦尔           | 6–3, 7–5               |
| 负   | 3–1   | 2021年4月  | 安达卢西亚公开赛, 西班牙       | ATP250 | 泥地     | 托米斯拉夫·布尔基奇   | 阿列尔·贝阿尔 贡萨洛·埃斯科瓦尔           | 2–6, 4–6               |
| 负   | 3–2   | 2021年7月  | 克罗地亚乌马格公开赛, 克罗地亚 | ATP250 | 泥地     | 托米斯拉夫·布尔基奇   | 费尔南多·龙博利 戴维·维加·埃尔南德斯      | 3–6, 5–7               |
| 负   | 3–3   | 2021年10月 | 克里姆林杯, 俄罗斯             | ATP250 | 室内硬地 | 托米斯拉夫·布尔基奇   | 哈里·赫利厄瓦拉 马特维·米德尔库普         | 5–7, 6–4, [9–11]       |
| 负   | 3–4   | 2023年4月  | 埃斯托里尔, 葡萄牙             | ATP250 | 泥地     | 米奥米尔·凯茨曼诺维奇 | 桑德尔·吉勒 约兰·弗利根                   | 3–6, 4–6               |

## 备注
1. ↑  名字常备误写作Nikola Čačić。